# Szorsoła
Szorsoła (ros. Шорсола) – wieś (dieriewnia) w Rosji, w Mari El, w rejonie kużenierskim. W 2010 liczyła 397 mieszkańców.